# Ali Bennaceur
Ali Bennaceur (także Ali Bin Nasser, ur. 2 marca 1944 roku) – były tunezyjski sędzia piłkarski.
Prowadził dwa mecze podczas finałów Mistrzostw Świata w Meksyku w 1986 roku. Pierwszym było spotkanie grupowe Polska - Portugalia (1:0), a drugim ćwierćfinał Argentyna - Anglia (2:1).
W trakcie meczu ćwierćfinałowego uznał gola strzelonego ręką przez Diego Maradonę, który przeszedł do historii jako tzw. Ręka Boga. W późniejszym okresie Bennaceur tłumaczył, że nie widział dokładnie tego zagrania, bowiem został oślepiony przez słońce.